# Эффект коктейльной вечеринки

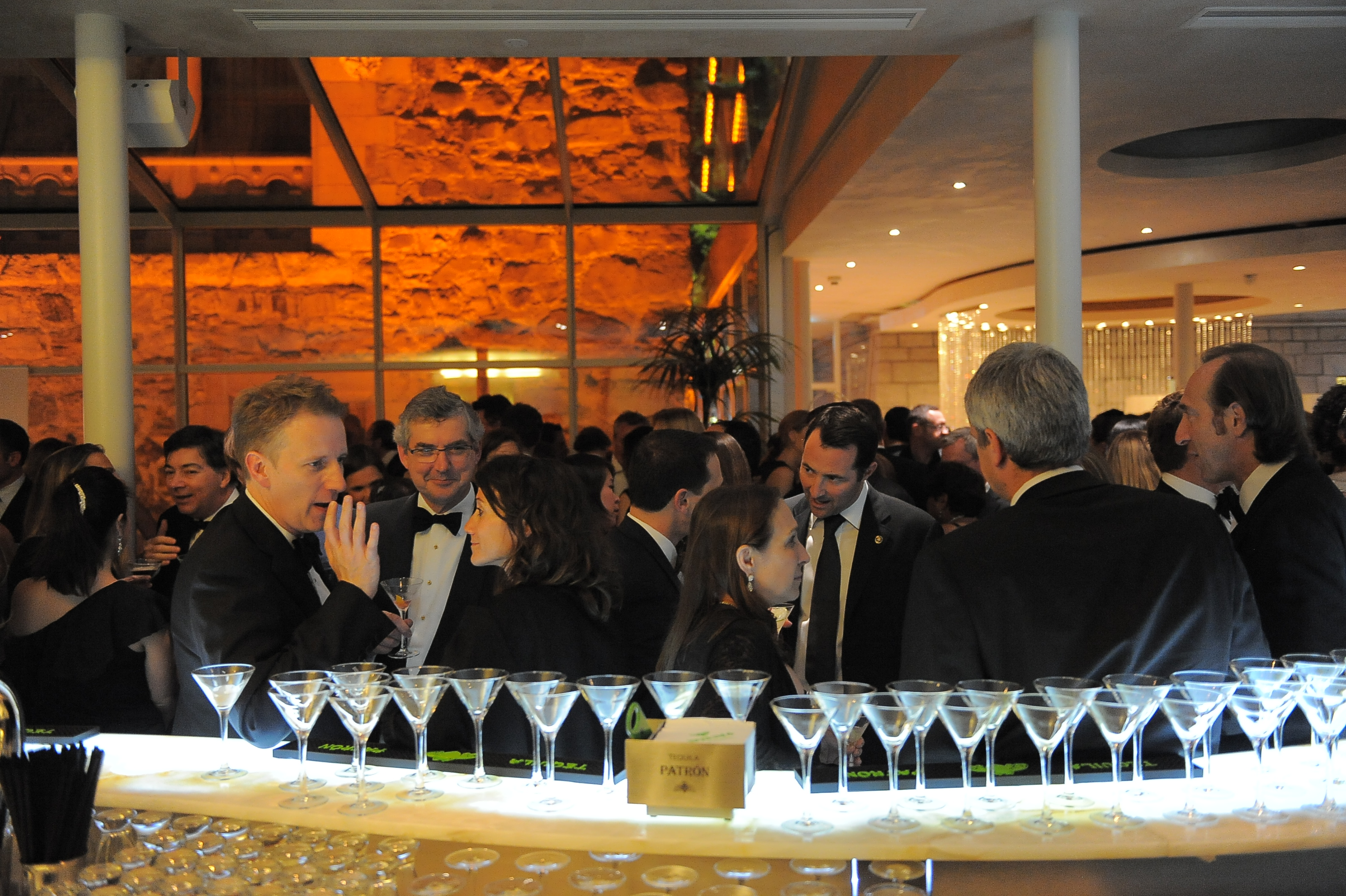
Несмотря на общий шум на вечеринке, слова собеседника, как правило, удаётся разобрать

Эффект коктейльной вечеринки (англ. cocktail party effect) состоит в способности выхватывать значимую информацию (например, собственное имя) из шума даже когда внимание было сфокусировано на другом объекте.

## Исследования
Ранние работы, относящиеся к началу 1950-х годов, связаны с изучением внимания при восприятии большого количества слуховых каналов в работе авиадиспетчеров.
Автором термина «эффект коктейльной вечеринки» считается Эдвард Колин Черри.
Позднее исследованиями механизмов селекции занимались такие психологи, как: Дональд Бродбент, Энн Мари Трисман, Диана Дойч и Дж. Энтони Дойч, Дональд Норман и Даниел Канеман (см. Внимание#Психологические модели внимания).

### Эксперименты К. Черри
На примере трудностей, с которыми сталкивались авиадиспетчеры, Колин Черри разработал экспериментальные задачи, с целью изучения феномена селективного внимания. К. Черри интересовали два основных вопроса: на основе каких признаков происходит отбор сообщения и перерабатываются ли другие (нерелевантные) акустические сообщения? Если да, то в какой степени? Для нахождения ответов на эти вопросы он провёл 3 серии экспериментов.
Проанализировав ситуацию «коктейльной вечеринки», К. Черри выделил четыре основных признака отбора акустической информации:
1. Пространственный;
2. Жесты и мимика;
3. Физические характеристики голоса;
4. Возможность перехода от одного слова к другому.

#### 1 серия экспериментов — Бинауральное предъявление
При бинауральном прослушивании оба сообщения предъявляются одновременно на оба уха; испытуемые должны отбирать сообщение на основе других характеристик, таких как: громкость, тембр, мужской/женский голос, скорость и другие.
Черри устранил все признаки необходимые для отбора акустической информации, кроме одного: вероятности перехода от слова к другому (семантические и синтаксические). Одно сообщение (релевантное) начиналось на 10 секунд раньше второго (нерелевантного), таким образом, испытуемые должны были следить за тем сообщением, которое следовало первым. Инструкция: пересказать содержание релевантного сообщения после прослушивания.
Испытуемым требовалось около 25 раз переслушивать запись, чтобы корректно выполнить задание, что означает что устранённые признаки действительно значимы для отбора информации.

#### 2 серия экспериментов — Бинауральное предъявление
Черри устранил все различия в сообщениях, включая возможность перехода. Текст составлялся на основе газетных штампов. В результате испытуемые вообще не смогли пересказать текст, основным выводом данной серии является заключение, что других признаков отбора акустической информации не существует.

#### 3 серия экспериментов — Дихотическое прослушивание
При дихотическом прослушивании одно сообщение предъявляется в левое ухо, другое — в правое, отбор информации должен производиться на основе пространственного расположения.
Испытуемый должен был повторять релевантное сообщение вслух, однако характер нерелевантного сообщения в это время менялся (текст менялся на шум, менялся язык сообщения, менялись женский и мужской голос, запись прокручивали в обратную сторону, прерывание сообщения сигналом). После предъявления у испытуемого спрашивали содержание нерелевантного сообщения.
Результаты этой серии показали, что испытуемый замечает смену мужского голоса на женский, замену текста шумом, прерывание сообщения на сигнал. При этом испытуемый не замечает содержание сообщения, язык сообщения, прокручивание записи в обратную сторону. Основной вывод состоит в том, что самыми важными при отборе сообщения являются его физические признаки.
Таким образом, Черри доказал, что нерелевантное сообщение все же проходит переработку, но весьма поверхностную — люди замечают только грубые физические характеристики сообщения.

## Проявление эффекта в других модальностях и у других видов
Как показали некоторые исследования, эффект коктейльной вечеринки может быть не только слуховым феноменом и также обнаруживается при тестировании с использованием визуальной информации. Например, Шапиро с соавторами успешно продемонстрировали «эффект собственного имени» визуальными задачами, когда субъекты распознавали свои имена, преподносимые в источниках, которым не уделялось внимание. Механизмы, которыми вызван этот эффект, так и не были объяснены.
Некоторые животные также испытывают эффект коктейльной вечеринки при поступлении нескольких сигналов одновременно. Среди них — животные, которые общаются друг с другом хором, такие как лягушки, насекомые, певчие воробьи, и другие животные, общающиеся акустически. Как и в случае с людьми, акустическое мышление позволяет животным концентрировать слух на важном из окружающей среды (товарищи, угрозы и т. д.). Береговой ласточке, горной ласточке и королевским пингвинам акустическое мышление позволяет распознавать потомков и предков в окружающей среде. На примере лягушек также было доказано, что амфибии испытывают на себе тот же эффект; самки лягушек могут распознавать призывы самцов к спариванию, самцы же, в свою очередь — агрессивные сигналы от других самцов.

## Взаимосвязь возраста с механизмами феномена
Избирательное внимание характерно для людей любого возраста. Начиная с младенчества, малыши оборачиваются головой к знакомым им звукам, таким как голоса родителей, это показывает, что младенцы выборочно обращают внимание на знакомый им раздражитель окружающей среды. Более того, анализ выборочного внимания показывает, что «детская» речь захватывает внимание младенцев больше, чем разговоры со «взрослой» интонацией.. Это предпочтение указывает на способность младенцев распознавать физические изменения в интонации речи. Однако, точность в распознавании этих физических различий (таких как тон речи среди фоновых шумов) развивается со временем. Младенцы могут игнорировать раздражители, поскольку нечто вроде их имени, несмотря на знакомое звучание, не является для них особенно значительным в таком раннем возрасте. Однако, в ходе исследований было предположено, что, наиболее вероятно, среди фоновых шумов младенцы не воспринимают звук как их собственное имя, и, таким образом, не реагируют на него. Способность фильтровать раздражители, которым не уделяется внимание, достигает своего пика в начале зрелого возраста. Что касается эффекта коктейльной вечеринки, концентрироваться на разговоре при наличии раздражителя в виде фонового шума, такого как субъективно важные сообщения, людям старшего возраста сложнее, чем юным.
Среди примеров сигналов, которые обращают на себя внимание людей — личные имена и табуированная лексика. Способность выборочно обращать внимание на собственное имя была обнаружена у младенцев уже в возрасте 5 месяцев; эта способность полностью развивается к 13-ти месяцам. Наряду со многими экспертами области, Энн Трисман предполагала, что люди перманентно настроены на восприятие субъективно важных слов, таких как имена; она предполагает, что такие слова требуют меньше перцептивной информации, чем остальные, для идентификации. Ещё один раздражитель, достигающий определённого уровня семантической обработки, находясь в канале, которому не уделяется внимание — это табуированные слова. Эти слова часто содержат выражения сексуально откровенного характера, вызывающие в людях систему предупреждения, которая уменьшает продуктивность в задачах оттенения. Табуированные слова не воздействуют на детское выборочное внимание, пока их словарный запас не станет достаточно обширным для полного понимания языка.
Способность к избирательному вниманию начинает ослабевать с возрастом. Это связано с тем, что когнитивные способности начинают ослабевать в престарелом возрасте (как и память, визуальное восприятие, функционирование высшего порядка и т. д.).